# 안산동 (안산시)
안산동(安山洞)은 경기도 안산시 상록구 북쪽에 위치한 동(洞)이다. 북쪽의 광명역 방향으로 시흥시 목감동과 마주보고 있다. 조선시대에 안산관아가 위치하고 있을 뿐더러, 그 당시 안산의 중심지에 위치하고 있어 이름을 안산동이라고 정하였으며, 일제강점기 부군면 통폐합 때에도 여전히 안산의 중심지였기 때문에 이름을 유지하였다.

## 역사
조선시대 안산군의 읍치(邑治)에 해당되는 곳으로, 군내, 잉화, 초산의 3개 면 지역이었으나 1914년 부.군.면 통폐합으로 면 내 최고봉인 수암봉에서 면명을 취하여 시흥군 수암면으로 개칭하였다. 1989년 1월 1일 시흥군이 시흥시로 승격됨에 따라 수암동으로 편성되었다. 1991년 11월 18일 법정 3개동 수암, 장상, 장하동을 안산동이 관할하게 되었으며, 1995년 4월 20일 행정구역 개편에 따라 주민의견 조사 결과 시흥시에서 안산시로 행정구역이 변경되었다.

## 법정동
- 장상동(獐上洞)
- 장하동(獐下洞)
- 수암동(秀岩洞)
- 양상동

## 교육
- 안산초등학교
- 안산중학교
- 안산고등학교
- 안산국제비즈니스고등학교

## 문화재
- 안산읍성 및 관아지 - 경기도 기념물 제127호

## 자연 환경
안산시에서 가장 높은 봉우리인 수암봉(해발 398미터)이 안산동에 위치한다.

## 특징
안산동 전체 면적의 87.4%가 개발제한구역으로 지정되어 있어서 다른 안산시의 지역들보다 상대적으로 개발이 덜 되어 있는 편이다.